# Saint-Julien-Labrousse
Saint-Julien-Labrousse – miejscowość i dawna gmina we Francji, w regionie Owernia-Rodan-Alpy, w departamencie Ardèche. W 2013 roku populacja ówczesnej gminy wynosiła 364 mieszkańców. 
W dniu 1 stycznia 2019 roku z połączenia dwóch ówczesnych gmin – Nonières oraz Saint-Julien-Labrousse – powstała nowa gmina Belsentes. Siedzibą gminy została miejscowość Nonières. 